# Europäischer Fahrgastverband
Der Europäische Fahrgastverband (engl. European Passengers’ Federation, EPF) ist ein Zusammenschluss von europäischen Verbänden und Organisationen, die sich als Verbraucherverbände für die Rechte der Fahrgäste in Öffentlichen Verkehrsmitteln einsetzen. Er versteht sich als Plattform für den Austausch dieser Verbände sowie als Lobbyverband auf europäischer Ebene. Auf nationaler und regionaler Ebene sind nur die Mitgliedsorganisationen aktiv.

## Mitglieder

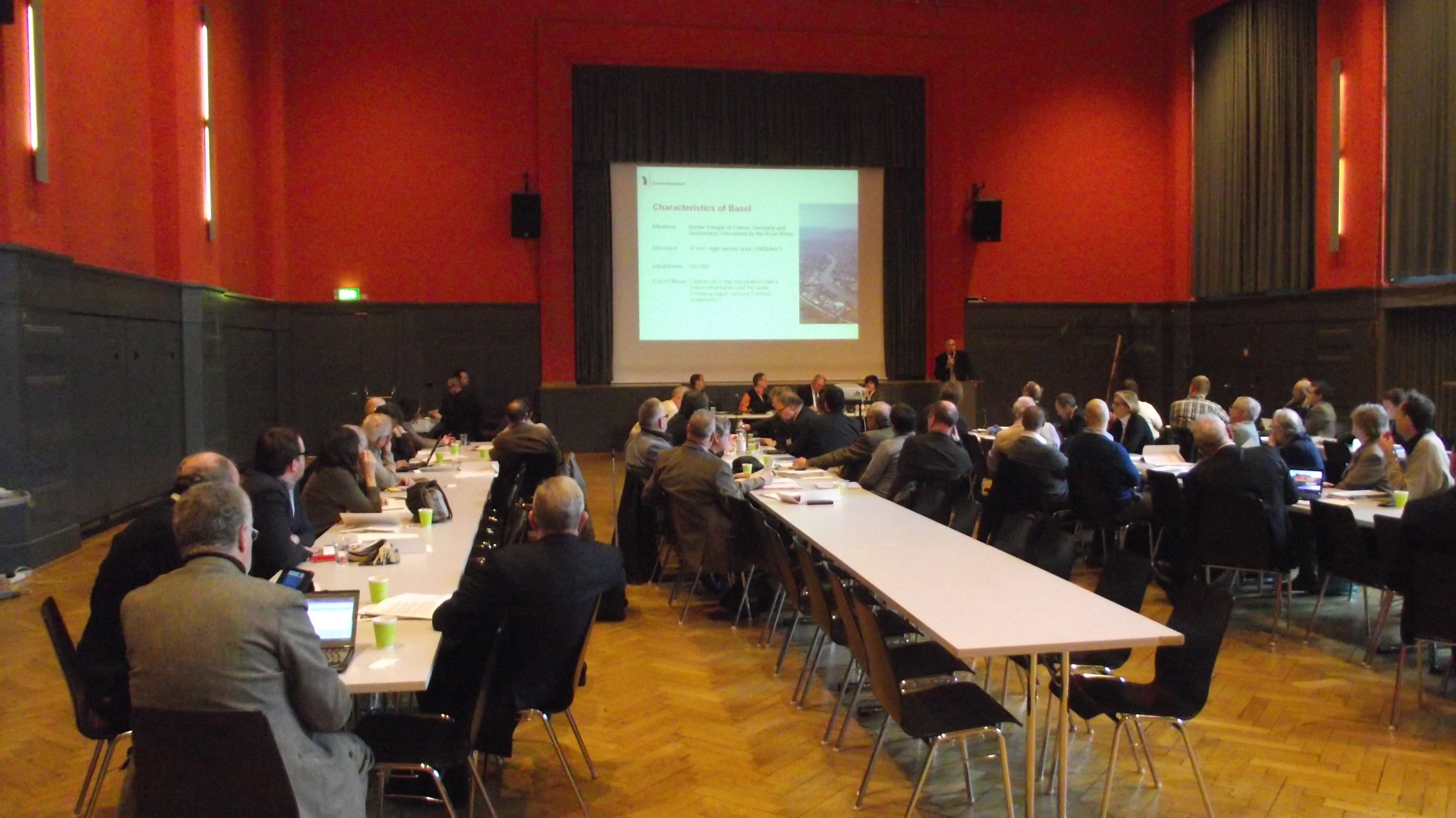
Die EPF-Jahreskonferenz in Basel im Jahr 2013

- Belgien: Bond van Trein-, Tram- en Busgebruikers (BTTB), Association des Clients des Transports Publics (ACTP), Navetteurs.be
- Bulgarien: Приятели на Железопътния Транспорт (Railway Transport Friends Association)
- Deutschland: Fahrgastverband Pro Bahn, Deutscher Bahnkunden-Verband, Verkehrsclub Deutschland
- Dänemark: Passagerpulsen, Council for Sustainable Transport Denmark
- Finnland: Suomen Rautatiematkustajat ry (SRM)
- Frankreich: Fédération Nationale des Associations d'Usagers des Transports (FNAUT)
- Griechenland: Επιβάτης (Epivatis)  Σύλλογος Φίλων του Σιδηροδρόμου (Hellenic Association of the Friends of the Railway)
- Irland: Consumers’ Association of Ireland (CAI), Rail Users Ireland
- Italien:Associazione Utenti del Trasporto Pubblico (UTP)
- Luxemburg: Association Luxembourgeoise des Amis des Chemins de Fer (ALACF)
- Niederlande: Reizigers Openbaar Vervoer (ROVER)
- Norwegen: For Jernbane (FJ)
- Österreich: Fahrgast, Pro Bahn Österreich
- Polen: Consumers’ Forum for Air Passenger Rights in Europe, Zielone Mazowsze (ZM), ProKolej
- Russland: Союз пассажиров (Union of Passengers Russia)
- Schweden: ResenärsForum
- Schweiz: Pro Bahn Schweiz, Verkehrsclub der Schweiz
- Spanien: Associació per a la Promoció del Transport Públic (PTP)
- Tschechien: Sdružení železničních zákazníků (SŽZ)
- Ungarn: Debreceni Regionális Közlekedési Egyesület (DERKE), Városi és Elővárosi Közlekedési Egyesület (VEKE)
- Vereinigtes Königreich Großbritannien und Nordirland: Association of European Rail Agents (AERA), Bus Users UK, London TravelWatch, Passenger Focus, Railfuture, TravelWatch SouthWest